# Constance de France (1128-1176)
Pour les articles homonymes, voir Constance de France.
Constance de France, née vers 1128 et morte à Reims un 16 août après 1177, est une princesse française du XIIe siècle, comtesse de Toulouse de 1154 à 1176.

## Biographie
Fille unique du roi de France Louis VI et de son épouse Adélaïde de Savoie, qui n'eurent d'autre part que des fils, elle est mariée en février 1140 par son frère, le roi Louis VII, à Eustache, fils aîné et héritier d'Étienne de Blois, roi d'Angleterre.
Après le décès d'Eustache, en août 1153, elle se remarie le 10 août 1154 à Raymond V († 1194), comte de Toulouse. De cette union naissent quatre enfants : 
- Raymond VI (1156-1222), comte de Toulouse ;
- Albéric Taillefer (1157-1183), premier époux de Béatrice d'Albon, dauphine de Viennois ;
- Adélaïde († v. 1200), épouse (1171) de Roger II de Béziers († 1194) (l'un des Trencavel), vicomte de Carcassonne, Béziers, Albi et Razès ;
- Baudouin (v. 1165/66 - 1214).

En 1165, Constance participe au colloque ou concile de Lombers, près d'Albi, dont le but était de confondre et de condamner les hérétiques ; c'est à cette date qu'on appela ces derniers les Albigeois.
Ils se séparent en 1166. Dans une lettre qu'elle écrivit à son frère Louis VII de France après sa répudiation, elle dit : « J'ai quitté ma demeure et me suis rendue dans un village en la maison d'un certain chevalier car je n'avais ni de quoi manger ni de quoi donner à mes serviteurs. Le comte n'a aucun soin de moi et ne fournit rien de ses domaines pour mes besoins. »
Revenue en région parisienne, son frère lui aurait attribué des biens immobiliers dont on ignore l'ampleur. En tout cas, à partir de 1171 et sous le nom de comtesse de Saint-Gilles, elle fit plusieurs donations de biens immobiliers à l'abbaye de Montmartre et aux Templiers.
Selon l'abbé Delaunay, elle aurait été dame de Montreuil-sous-Bois et selon d'autres auteurs[Qui ?], à l'initiative de la construction de la tour féodale de La Queue-en-Brie (actuel Val-de-Marne)[réf. nécessaire]

## Légende de Burlats
D'après la légende, Constance se serait réfugiée à Burlats après sa séparation d'avec Raymond V de Toulouse, sa fille Adélaïde aurait été élevée à Burlats. Celle-ci tint à Burlats une « Cour d'Amour » et fut célébrée, entre autres par le troubadour périgourdin Arnaud de Marueuil.
Historiquement, il est délicat de penser que Constance ait pu se réfugier à Burlats après sa séparation d'avec Raymond V de Toulouse, car en 1165 la place n'appartenait pas aux comtes de Toulouse, mais aux Trencavel. Ce n'est donc pas Constance qui fit bâtir le pavillon d'Adélaïde à Burlats, mais sans doute Bernard Aton IV et son épouse Cécile, vers le début du XIIe siècle.